# Історія Бангладеш
Бангладе́ш — держава в Південній Азії (колишній Східний Пакистан), із трьох боків оточена територією Індії, з півдня омивається водами Бенгальської затоки. Назва Бангладеш із санскриту (бенгалі) bangla — означає людей, що говорять на бенгалі, а desh — «країна», таким чином, Бангладеш — країна, що говорить бенгальською.

## Стародавній період
За одними даними, індоєвропейські племена аріїв проникли на територію сучасного Бангладеш бл. 1000 р. до н. е. із заходу, з долини р. Ганг в Індії. За іншими даними, і це більш достовірно, це сталося бл. 700 р. до н. е. З цього часу на території Бангладеш почалася залізна доба, представлена археологічною культурою північної чорної кераміки. На території Бангладеш перші держави виникли ще в 7-6 ст. до н. е. Найбільшою серед них була Ванга. У 320—180 рр. до н. е. країна належала до імперії Маур'я, в 1 ст. до н. е. розпалась на декілька самостійних князівств, які у 4-5 ст. увійшли до імперії Гуптів.

## Середні віки
Протягом 8-13 ст. існувала єдина Бенгальська держава, яку очолювали династії Сенів і Палів. У першій половині 13 ст. територія Бангладеш потрапила під владу різних мусульманських династій. Поступово більшість місцевого населення перейшла з індуїстської релігії в іслам.

## Британська Індія
У 1757 р. після битви під Плессі територія Бангладеш перейшла під британський контроль і в травні 1770 р. стала частиною колонії Британська Індія.

## Східний Пакистан (1947—1971)
У складі Британської Індії сучасний Бангладеш (тоді східна Бенгалія) мала славу провідного світового експортера джуту. Його волокно перероблялося на підприємствах Калькутти та її околиць і вивозилося на зовнішні ринки через Калькуттський порт. Коли в 1947 англійське панування в цьому регіоні припинилося, відбувся розподіл переважно на індуську Індію і мусульманський Пакистан. Східна Бенгалія увійшла до складу Пакистану і була відособлена від його західної частини на 1600 км індійської території, де залишилася Калькутта. Це позбавило нову провінцію колишнього економічного центру.
У період між 1947 і 1961 роками економіка Східного Пакистану перебувала в стані стагнації. Бенгальці не були у повному складі представлені в пакистанській армії, парламенті й центральному державному апараті, а уряд вкладав основні кошти в господарський розвиток західних провінцій. Крім будівництва джутових фабрик, переважно на кошти інвесторів із західної частини країни, в промисловості Східного Пакистану було важко помітити інші позитивні зміни. А кількість населення провінції зростала швидше, ніж збільшувалося виробництво рису, і доводилося розширювати імпорт продовольства. Хоча джут був головним джерелом валюти для всієї країни, східна провінція істотно відставала за рівнем життя від Західного Пакистану.

## Становлення незалежної держави
На чолі національно-визвольного руху в наприкінці 1960-х — на початку 1970-х років став Шейх Муджибур Рахман, керівник партії Авамі ліг, що виступила 26 березня 1971 року з декларацією про утворення незалежної держави Бангладеш. Після громадянської війни, в якій Індія підтримала повсталих, 16 грудня 1971 року пакистанські урядові війська здалися, що стало вирішальною перемогою на шляху становлення нової держави. У січні 1972 року Муджибур Рахман повернувся з вигнання та обійняв посаду прем'єр-міністра Бангладеш.
Муджибур Рахман проголосив чотири основоположних принципи, яких повинна була дотримуватися молода держава: націоналізм, соціалізм, секуляризм і демократія. Він почав роззброєння бойових повстанських загонів і запросив закордонних економістів для розробки програми розвитку країни по соціалістичному шляху.
У 1972 році було здійснено націоналізацію багатьох промислових підприємств, включаючи джутові та бавовняні фабрики та цукрові заводи, а також банків, страхових компаній і чайних плантацій. Наприкінці 1972 року було запроваджено парламент. Загальні вибори, що відбулися в березні 1973 року, принесли перемогу Авамі ліг.
Влітку 1974 року сильні повені завдали величезної шкоди посівам рису і стали причиною масового голоду. Недостача продовольства і різке підвищення цін на нафту призвели до значного зростання інфляції. Престиж керівництва країни впав, що в поєднанні з обвинуваченнями режиму в корупції підірвало авторитет прем'єр-міністра. У грудні 1974 року уряд запровадив воєнний стан. Згідно з поправками до Конституції, прийнятими в січні 1975 року, відбулася заміна демократичного парламентського ладу на президентське правління і перехід до однопартійної системи. Муджибур Рахман став президентом і оголосив про необхідність «другої революції», яка повинна покінчити з корупцією і тероризмом. У червні всі незалежні газети були закриті. Прагнення прем'єра встановити авторитарний режим посилило невдоволення армії, і 15 серпня 1975 р. група офіцерів здійснила переворот, убивши Муджибура Рахмана і більшість членів його сім'ї (його дочка Хасина, майбутній прем'єр-міністр, у той час знаходилася за межами країни).
Після двох невдалих путчів на початку листопада 1975 року командувач збройними силами генерал-майор Зіаур Рахман (Зіа) став провідником нового режиму і послідовно обіймав посади головного військового адміністратора з листопада 1976 року і президента — з квітня 1977 року. Зіа енергійно докладав зусиль, щоб домогтися зростання виробництва продовольства, роблячи упор на іригацію, і одночасно впровадити в маси програму «планування сім'ї». При новому президентові відбулися істотні зміни у зовнішній політиці країни. Муджибур Рахман привів Бангладеш до незалежності, користуючись потужною підтримкою Індії, і тому дотримувався проіндійської лінії. Зіа був налаштований стосовно Індії критичніше, особливо через конфліктну ситуацію з питання про стік вод Ганга, що виникла після будівництва на індійській території дамби Фаракка.
Зіа переміг на президентських виборах у червні 1978 року, а у вересні заснував Націоналістичну партію Бангладеш (НПБ), яка здобула перемогу на парламентських виборах в лютому 1979 року. Тоді ж Зіа скасував закон про надзвичайний стан.
30 травня 1981 року Зіа було вбито під час невдалого заколоту і посаду президента обійняв віцепрезидент Абдус Саттар. Однак він не користувався підтримкою військових і 24 березня 1982 року командувач збройних сил генерал-лейтенант Хуссейн Мухаммед Ершад здійснив безкровний переворот.
У червні Ершад оголосив про зміни в державній економічній політиці та повернув у приватний сектор підприємства найважливіші галузі промисловості, передусім джутової та целюлозно-паперової. У листопаді 1983 року Ершад ініціював утворення партії Джатія і в наступному місяці проголосив себе президентом. Однак його уряд зіткнувся з сильною опозицією з боку НПБ, якою керувала вдова Зіаури Рахмана — Халеда Зіа та Авамі ліг на чолі з дочкою Муджибура Рахмана — Шейх Хасиною Вазед. Страйки та антиурядові виступи призвели до розпуску президентом парламенту в 1987 році.
Проти проведення призначених Ершадом на 1988 рік нових виборів виступили й НПБ, і Авамі ліг. У листопаді 1990 обидві партії дійшли згоди в питанні про відставку Ершада. Тимчасовий президент погодився, що його головне завдання — проведення демократичних («вільних і чесних») виборів.
Вибори пройшли в лютому 1991 року. Посаду прем'єр-міністра зайняла Халеда Зіа. Авамі ліг стояла на позиції відновлення в країні парламентської системи правління, тоді як НПБ виступала за збереження президентської республіки. Потім НПБ змінила свою позицію і погодилася із запропонованою Авамі ліг конституційною поправкою, якою передбачалося відновлення парламентської демократії. 24 листопада 1995 року прем'єр-міністр розпустила парламент і призначила вибори на 15 лютого 1996 року.
Новий парламент, в якому домінували депутати від НПБ, схвалив конституційні поправки, що враховували настрої опозиції, й ухвалив рішення про саморозпуск.
У результаті виборів, проведених «безпартійним тимчасовим урядом» у червні 1996 року, Авамі ліг завоювала 176 місць у парламенті й стала керівною партією. За сприяння партії Джатія Авамі ліг, що прийняла її позицію, сформувала уряд, який очолила Шейх Хасина Вазед. Президентом країни в жовтні 1996 року став Шахабуддін Ахмед.
У Бангладеш зберігається напружена внутрішньополітична ситуація у зв'язку з тим, що існує сильна опозиція, очолювана Націоналістичною партією (голова Халеда Зіа).